# Barbie: Szuperhős hercegnő
A Barbie: Szuperhős hercegnő (eredeti cím: Barbie in Princess Power) egész estés amerikai 3D-s számítógépes animációs film, amelyet Zeke Norton rendezett. A forgatókönyvet Marsha Griffin írta, a zenéjét Jim Dooley szerezte, a producere Margaret M. Dean és Shelley Dvi-Vardhana.
Magyarországon 2015. január 1-én, az Amerikai Egyesült Államokban 2015. március 3-án mutatták be.

## Szereplők
| Szereplő | Eredeti hang   | Magyar hang        |
| -------- | -------------- | ------------------ |
| Barbie   | Kelly Sheridan | Vágó Bernadett     |
| Madison  | Britt Irvin    | Berkes Boglárka    |
| Makayla  | Kira Tozer     | Laudon Andrea      |
| Corinne  | Britt Irvin    | Bogdányi Titanilla |